# Amphicosmus arizonicus
Amphicosmus arizonicus är en tvåvingeart som beskrevs av Hall 1975. Amphicosmus arizonicus ingår i släktet Amphicosmus och familjen svävflugor.
Artens utbredningsområde är Arizona. Inga underarter finns listade i Catalogue of Life.